# Банска Бистрица (замък)
 Тази статия е за замъка.  За града вижте Банска Бистрица.  
Банска Бистрица (на словашки: Mestský hrad v Banskej Bystrici) е замък в историческия център на едноименния град в Словакия. Обявен за национален паметник на културата и символ на града.
Замъкът възниква през XV в. около църквата „Дева Мария“ (църковен храм в романски стил от втората половина на XIII в.). Около храма са издигнати бастиони. Целта на това укрепление е защита на миньорското селище, съществувало на това място, и по-точно приходите от извличаните в района сребро и мед. В очертанията на замъка влизат също построената през 1479 г. в готически стил къща за крал Матяш Корвин (известна като Матеевия дом), кметството (1500 г.), църквата Св. Кръст (1492 г.), външния ров, за който се смята, че е прокопан през последните две десетилетия на XV в., и др. като неколкократно са правени разширения и други подобрения. Последната цялостна реконструкция е от 2005 г. Също така следва да се спомене историческото гробище, което се намира в непосредствена близост до Матеевия дом, в което са погребани много известни словашки писатели.
В днешно време на територията на замъка има няколко музея. От 2009 г. работят кафене и ресторант.

## Галерия
- замък Банска Бистрица
- Панорамна снимка на замъка отвисоко
- Къщата на Матяш Корвин
- Църквата Св. Кръст